# Донг Банг Сонг Хонг
 Тази статия е за административния регион във Виетнам.  За биосферния резерват вижте Донг Банг Сонг Хонг (резерват).  
Донг Банг Сонг Хонг или Ха Ной Кин-Донг Банг Сонг Хонг (Делтата на Червената река или Голям Ха Ной и Делтата на Червената река) (на виетнамски: Dong Bang Song Hong) или (на виетнамски: Hà Nội Kinh-Dong Bang Song Hong) е виетнамски регион, разположен в северната част на страната (на виетнамски: Bac Bộ). Регионът изцяло включва делтата на Червената река (на виетнамски: Sông Hồng) и част от нейната речна система, които със седиментните си отлагания са изградили релефа на района. Червената река се влива в залива Тонкин (на виетнамски: Vịnh Bắc Bộ Вин Бак Бо) (на китайски: 北部湾 Бейбу Уан). Най-важните градове разположени в Донг Банг Сонг Хонг са Ханой, Хайфонг, Тай Бин и Нам Дин.
На територията от 14 919.7 km² живеят 18 207 900 души, а средната гъстота на населението е 1220 души/km², което прави Донг Банг Сонг Хонг най-гъсто населеният район във Виетнам и един от най-гъсто населените в цял свят.

## Природа
С течение на времето делтата на Червената река постепенно потъва, защото преди около 4000 години морското равнище в региона е било с между 5 и 6 метра по-високо, а самата река се вливала западно от Ханой.
Все по-големият брой на потъващи в морето седименти се дължи на няколко определящи фактора през последните години: обезлесяване, интензивно застрояване и ерозия на морското дъно около делтата на реката. В резултат годишно около 10 000 000 тона земна маса или 1,5 kg на m³ вода потъват в морето. Това наслояване на дъното от своя страна дови до разширяване на делтата годишно с около 100 m. Червената река е известна и със сезонните си недостатъци на питейна вода последвани от големи наводнения. Тези сезонни състояния на реката са накарали виетнамците още през 11 век да създадат система от диги по дължината на речната система.

### Защитени територии
През 2004 г. делтата на Червената река е включена в програмата на ЮНЕСКО „Човек и природа“ като защитен природен резерват, който включва в себе си следните национални паркове:
- Бай Ви
- Кат Ба
- Как Фуонг
- Суан Тхуй

## Административно деление
Донг Банг Сонг Хонг включва девет сравнително малки по площ, но изключително гъсто населени провинции, както и градовете, управляващи се на самостоятелно равнище Ханой и Хайфонг.
| Провинция          | На виетнамски | Столица   | Население (1 юли 2006) | Площ (1 януари 2006) |
| ------------------ | ------------- | --------- | ---------------------- | -------------------- |
| Бак Нин            | Bắc Ninh      | Бак Нин   | 1 009 800              | 823.1 km²            |
| Ха Нам             | Hà Nam        | Фу Ли     | 826 600                | 859.7 km²            |
| Хай Дуонг          | Hải Dương     | Хай Дуонг | 1 722 500              | 1652.8 km²           |
| Хунг Йен           | Hưng Yên      | Хунг Йен  | 1 142 700              | 923.5 km²            |
| Нам Дин            | Nam Định      | Нам Дин   | 1 974 300              | 1650.8 km²           |
| Нин Бин            | Ninh Bình     | Нин Бин   | 922 600                | 1392.4 km²           |
| Тхай Бин           | Thái Bình     | Тай Бин   | 1 865 400              | 1546.5 km²           |
| Вин Фук            | Vĩnh Phúc     | Вин Йен   | 1 180 400              | 1373.2 km²           |
| Ханой (Ха Ной)     | Hà Nội        |           | 5 760 200              | 3119 km²             |
| Хайфонг (Хай Фонг) | Hải Phòng     |           | 1 803 400              | 1520.7 km²           |